# Zamek w Czehryniu
Zamek w Czehryniu – zamek wybudowany przez Aleksandra Wiśniowieckiego, starostę czerkaskiego na Górze Czehryńskiej nad Tiasminą.

## Historia
Król Polski Zygmunt III Waza osobistym przywilejem wydanym 1 maja 1589 zezwolił Aleksandrowi Wiśniowieckiemu założyć miasto i zbudować zamek na pustym uroczysku zwanym Czehryn. Zamek stojący na wysokiej i skalistej górze nad Tiasminą oblegany był w 1593 przez zbuntowanych Kozaków pod wodzą Kosińskiego, który zginął, nie zdobywając zamku. W latach 1649–1657 starostą na zamek był Bohdan Chmielnicki, który go umocnił, opatrzył wszelkim uzbrojeniem, nazwoziwszy armat z Kudaku i z innych twierdz. W podziemiach twierdzy około 1653 pułkownik kozacki Jakow Parchomenko ukrył ogromny skarb zdobyty przez rabunki w Polsce. W 1664 nastąpiło ponowne umocnienie zamku przez Czarneckiego i Sobieskiego. W latach 1674–1677 zamek znajdował się w posiadaniu tureckiego sułtana, a potem wojsk carskich. Drugi zamek po 1758 zbudował starosta Maciej Potocki.

## Architektura

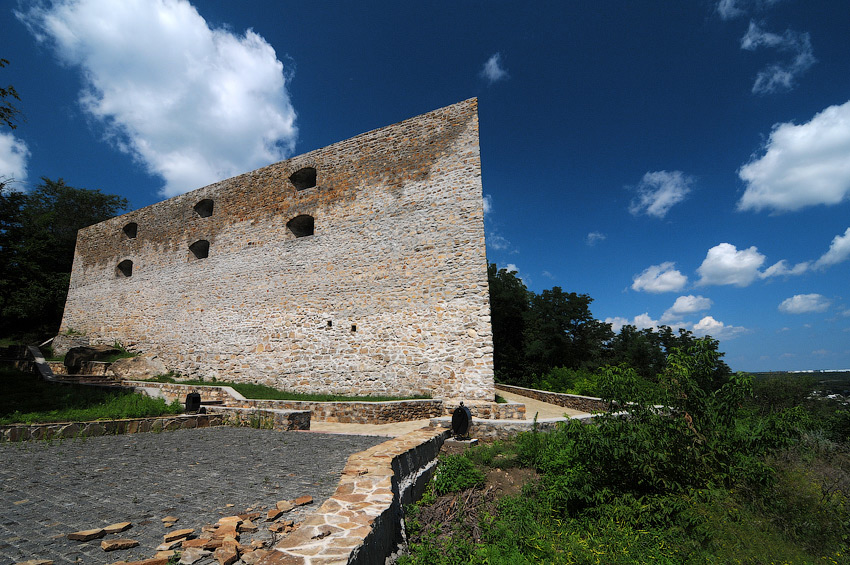
Baszta Doroszenki – jedyna pozostałość zamku

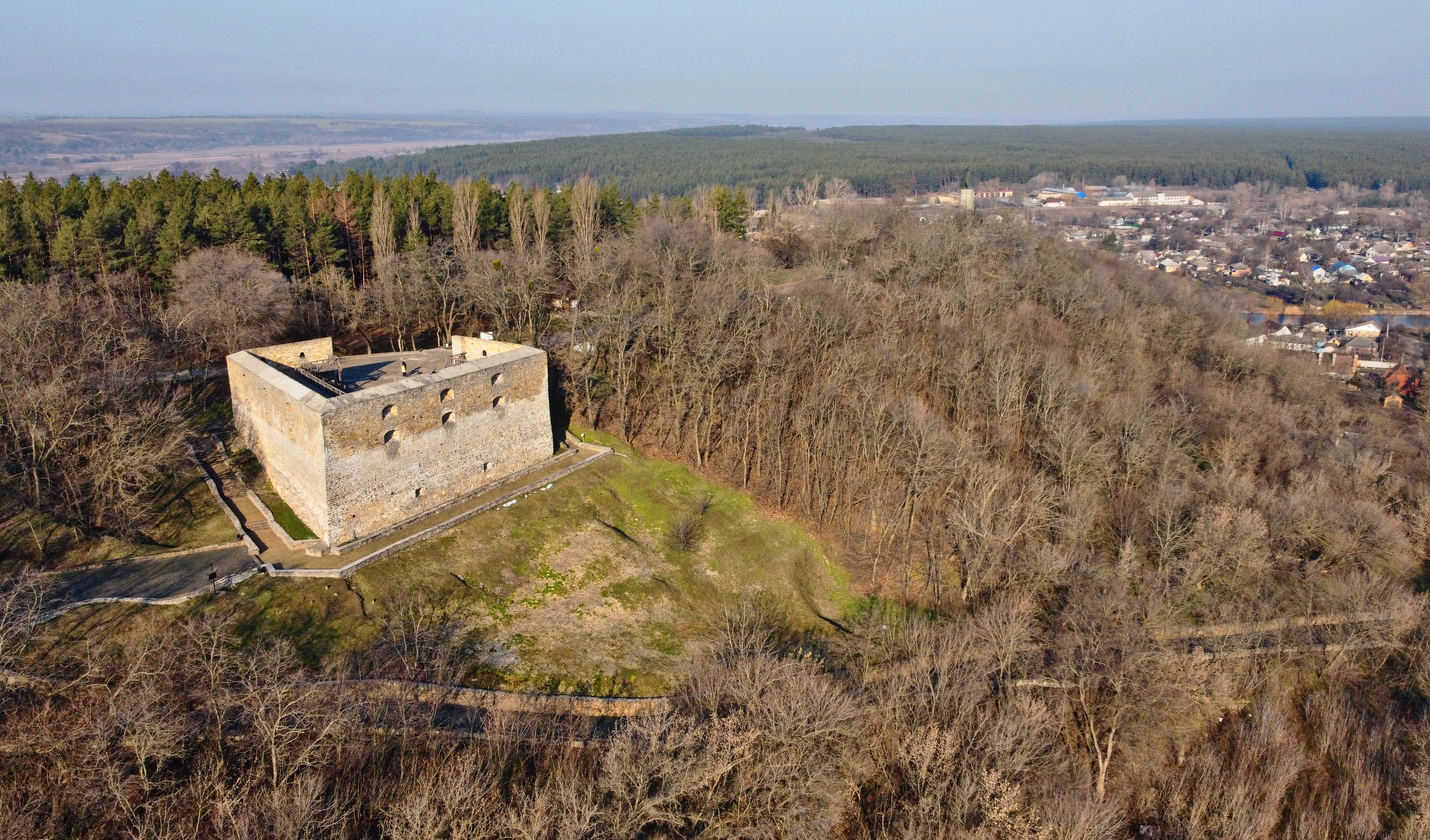
Baszta Doroszenki z lotu ptaka

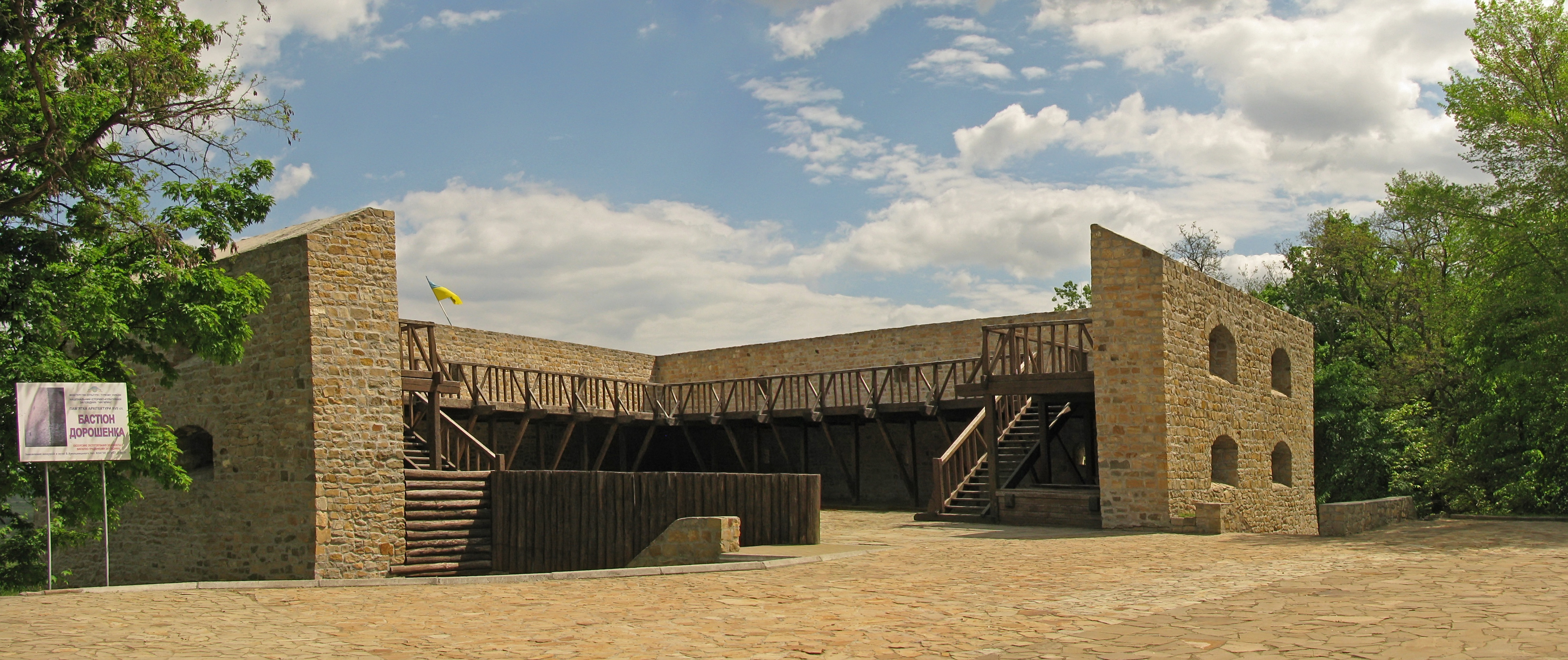
Baszta Doroszenki – wnętrze

Lustracja z 1622 tak opisuje stan obiektu: do zamku prowadzi drewniana brama wjazdowa. Zamek posiada trzy wysokie baszty, parkan wokół zamku, wykonany z drzewa dębowego, dobrze pobity, obiekt miał wiele komór zamkowych, świetlic na dole dwie i na górze dwie. Z wyposażenia: dwa działa spiżowe, jedną hakownicę, cztery kamienie prochu, i znaczną liczbę kul. W 1653 Makary, patriarcha antiocheński tak opisuje twierdzę: Warownia ta postacią swą różni się od innych twierdz w kozackiej ziemi. Pod względem położenia na wyniosłym miejscu i budowy, zbliża się ona podobieństwem do zamku w Aleppo, widać ją też z daleka. Stoi na górze wysokiej i obszernej, obficie zaopatrzona w wodę, dookoła przekopami i stawami opasana. Musiała być mocna niegdyś, lecz obecnie znajduje się w upadku. We środku kilka miejsc skalistych, i są też tam podziwienia godne armaty, błyszczące jak złoto, wszystkie w Polsce przez hetmana zdobyte, na wszystkich herby, napisy i inne znaki. W 1678 fortyfikację wysadził prochem Jerzy – syn Bohdana Chmielnickiego, który był dowódcą armii tureckiej. Drugi zamek wybudowany został za Macieja Potockiego naprzeciwko góry, gdzie niegdyś stała forteca. Posiadał dwie izby z przegródkami, a niedaleko była baszta drewniana nakryta ziemią. W 1792 na górze widoczny był fragment ściany, w której było kilka kul żelaznych oraz jama wykuta w kamieniu, zapewne z przeznaczeniem na skład prochu.